# Штрамберк
Штрамберк (чеш. Štramberk) град је у Чешкој Републици. Град се налази у управној јединици Моравско-Шлески крај, у оквиру којег припада округу Нови Јичин.

## Становништво
Према подацима о броју становника из 2014. године град је имао 3.418 становника.